# My Financial Career
My Financial Career ist ein kanadischer animierter Kurzfilm von Gerald Potterton aus dem Jahr 1962.

## Handlung
Ein Mann gesteht, dass ihn das Betreten einer Bank und Bankgeschäfte generell schnell aus dem Konzept bringen. Eines Tages betrat er eine Bank, um ein Konto zu eröffnen. Auf dieses wollte er 56 Dollar einzahlen und später monatlich 50 Dollar. Weil er dachte, dass dies so üblich sei, wollte er zunächst den Geschäftsführer „allein“ sprechen, der ihn deswegen für einen Detektiv und später für einen Millionärssohn hielt. Als der Mann angab, ein Konto eröffnen zu wollen, um darauf 56 Dollar einzuzahlen, wurde er vom Geschäftsführer sofort an einen der Schalterangestellten verwiesen.
Hier eröffnete der Mann ein Konto. Um sich vor den anderen Kunden wichtig zu machen, füllte er anschließend einen Scheck aus, mit dem er sechs Dollar von seinem gerade eröffneten Konto abheben wollte. In Gedanken schrieb er jedoch 56 Dollar auf den Scheck. Als der Beamte am Schalter ihn fragte, ob er wirklich alles Geld abheben will, konnte der Mann nicht mehr zurück, ohne sein Gesicht zu verlieren, und ließ sich sämtliches Geld des Kontos auszahlen. Geschlagen verließ er die Bank und meint nun, seither nie mehr eine Bank betreten zu haben: Seine Scheine sammelt er in Jackentaschen und die Münzen in Strümpfen.

## Produktion
My Financial Career beruht auf der gleichnamigen Kurzgeschichte von Stephen Leacock, die 1910 in Leacocks Sammlung humoristischer Geschichten, Literary Lapse, erschien. Das Original wurde in weiten Teilen wörtlich in den Film übernommen.
Erzähler des Films ist Stanley Jackson.

## Auszeichnungen
My Financial Career wurde 1964 für einen Oscar in der Kategorie „Bester animierter Kurzfilm“ nominiert, konnte sich jedoch nicht gegen The Critic durchsetzen.